# HMAS Voyager (D04)
Pour les articles homonymes, voir HMAS Voyager.
Le HMAS Voyager (pennant number : D04) était un destroyer de classe Daring de la Royal Australian Navy (RAN), perdu lors d’une collision en 1964.
Construit entre 1949 et 1957, le Voyager a été le premier navire de sa classe à entrer en service en Australie et le premier navire entièrement soudé à être construit en Australie. Au cours de sa carrière, le Voyager a été déployé dans la réserve stratégique d’Extrême-Orient à six reprises, mais n’a jamais tiré un seul coup de feu en combat réel.
Dans la nuit du 10 février 1964, le Voyager et le porte-avions Melbourne sont entrés en collision au large de la baie de Jervis, lorsque le destroyer est passé devant le porte-avions lors d’essais en mer post-carénage. Le Voyager a été coupé en deux par la collision, coulant avec la perte de 82 des 314 personnes à bord. Il s’agit de la plus grande perte de personnel militaire australien en temps de paix, et les enquêtes qui ont suivi ont abouti à la tenue de deux commissions royales. C’est la seule fois dans l’histoire de l’Australie que cela s’est produit.

## Conception
La Royal Australian Navy a d’abord commandé quatre destroyers de classe Daring, qui ont reçu les noms des navires de la Scrap Iron Flotilla (Flottille de ferraille) de la Seconde Guerre mondiale. Les navires ont été modifiés pendant leur construction : la plupart des changements ont été apportés pour améliorer l’habitabilité, y compris l’installation de la climatisation.
Le HMAS Voyager avait un déplacement standard de 2800 tonnes, qui passait à 3600 tonnes à pleine charge. Le HMAS Voyager et ses sister-ships avaient une longueur de 120 m, une largeur de 13 m et un tirant d'eau de 3,89 m en moyenne, et de 4,42 m à pleine charge. La propulsion se composait de deux chaudières Foster Wheeler, alimentant deux turbines à engrenages English Electric, qui fournissaient 54000 ch (40000 kW) à deux arbres d'hélice. Le HMAS Voyager pouvait naviguer à plus de 30 nœuds (56 km/h) et avait un rayon d'action de 3700 milles marins (6900 km) à 20 nœuds (37 km/h). Son équipage standard se composait de 20 officiers et 300 marins.
Le HMAS Voyager était armé de six canons Mark V de 4,5 pouces (114 mm) dans trois tourelles doubles (les tourelles « A » et « B » avant la passerelle, la tourelle « X » sur la superstructure arrière), six canons Bofors 40 mm en trois affûts jumelés (un de chaque côté sur la superstructure avant, le troisième sur la superstructure arrière, derrière la cheminée arrière), deux ensembles de tubes lance-torpilles, composés chacun de 5 tubes de 21 pouces (533 mm) situés entre la superstructure avant et l’arrière, et d’un mortier anti-sous-marins Limbo situé près de la poupe. L’armement du Voyager différait des deux autres destroyers de classe Daring australiens, les Vendetta et Vampire : ces derniers étaient équipés de deux Bofors simples sur la superstructure avant, et de deux Bofors jumelés sur la superstructure arrière.

## Engagements
La quille du Voyager a été posée par la Cockatoo Docks and Engineering Company à Sydney, en Nouvelle-Galles du Sud, le 10 octobre 1949. Il a été lancé le 1er mai 1952 avec pour marraine Pattie Menzies, l’épouse du Premier ministre. Le Voyager a été mis en service le 12 février 1957. Il a été le premier navire de la RAN mis en service en tant que « Her Majesty's Australian Ship » (« her » étant la marque du possessif féminin en anglais) après le couronnement d'Élisabeth II en 1952,. Il a également été le premier navire entièrement soudé à être construit en Australie. Pendant la construction, le coût du Voyager a presque triplé par rapport aux prévisions, pour atteindre 7 millions de livres sterling.

### 1957-1959
Comme le Voyager était le premier navire de sa classe en service en Australie, après sa mise en service, il a subi un vaste programme d’essais en mer qui a duré jusqu’en septembre. Au cours des dernières étapes des essais, le Voyager a été endommagé par une forte tempête et, à son retour à Sydney, il a été immobilisé pour réparations et entretien jusqu’à début janvier 1958,. Après leur reprise de service, le Voyager et le HMAS Warramunga ont été affectés le 13 janvier à la Réserve stratégique d’Extrême-Orient (FESR). Le Voyager est revenu le 1er septembre 1958 et est entré deux jours plus tard dans une période de carénage et de congés qui a duré jusqu’au 27 janvier 1959.
Après le carénage, le destroyer a participé à un exercice de « vitrine » le 20 février – un exercice de la flotte d’une journée utilisé pour démontrer les capacités de la RAN aux politiciens et aux médias. Le 3 mars, le navire est de nouveau affecté à la FESR et s’embarque pour Singapour via l’Australie-Méridionale et l’Australie-Occidentale. Alors qu’il était encore au large de la côte nord de l’Australie-Occidentale, le Voyager a participé à un exercice naval interarmées de l’Organisation du traité de l'Asie du Sud-Est (SEATO). Le 30 avril, des tubes éclatés dans la chaudière « B » ont endommagé le navire, l’obligeant à se traîner à petite allure jusqu’à Hong Kong pour six semaines de réparations. Plus de 300 sections de tubes ont dû être remplacées dans les deux chaudières, la cause des dommages ayant été confirmée comme étant une contamination de l’eau d’alimentation des chaudières par de l’huile. Après l’achèvement des réparations le 15 juin, le Voyager s’embarque pour l’Australie et subit un carénage à Victoria.

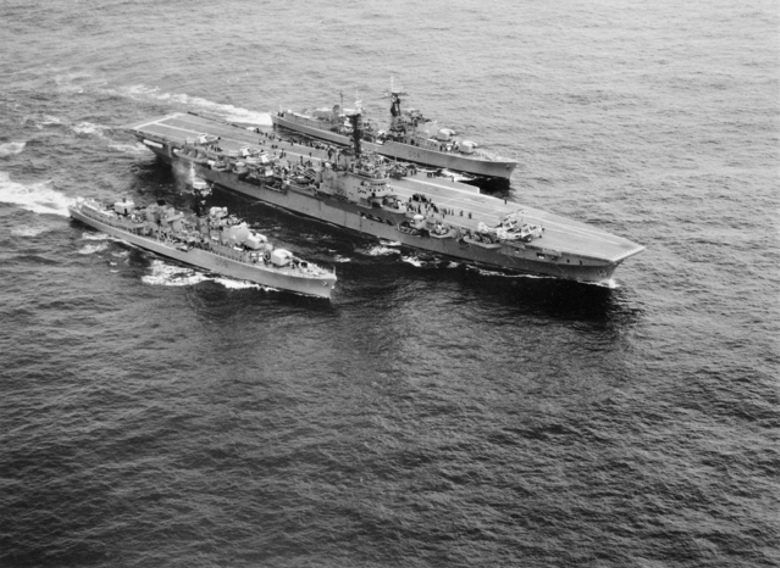
Le Voyager en route avec son sister-ship et le porte-avions en 1959

À la fin de l’année 1959, le Voyager a été envoyé en Extrême-Orient pour un déploiement de deux mois et demi. Le 20 octobre, le Voyager et ses deux sister-ships opèrent ensemble pour la première fois, et sont officiellement désignés 9e Escadrille de destroyers. Quelques jours plus tard, l’escadrille est chargée d’escorter le porte-avions HMAS Melbourne lors d’une croisière en Nouvelle-Zélande, les navires retournant à Sydney le 4 décembre[1]. Le Voyager entre immédiatement dans une période de maintenance et de congés.

### 1960-1962
Les opérations du Voyager en 1960 ont commencé par une visite promotionnelle à Port Kembla, en Nouvelle-Galles du Sud, à la fin de janvier, avant de participer à des exercices avec des navires de la RAN et de la Royal New Zealand Navy (RNZN). Le 28 mars, le Voyager et le porte-avions Melbourne sont partis pour le FESR. En cours de route, les tubes d’eau de la chaudière « B » ont de nouveau éclaté, bien que les dommages aient été moins graves que l’année précédente. Le destroyer a été envoyé pour récupérer des renforts à Singapour avant de naviguer vers Hong Kong pour qu’ils s’y installent avant le début de l’exercice SEATO Sea Lion en mai. Le Voyager est retourné à Sydney via les côtes ouest et sud de l’Australie à la fin du mois de juin, et a immédiatement entamé un carénage, qui comprenait la restructuration de la zone de son pont. Le carénage s’est achevé le 14 novembre et, après des exercices de préparation et une courte période de congés de Noël pour l’équipage, le navire est parti le 28 décembre avec le HMAS Quickmatch pour un autre déploiement FESR,.
À leur arrivée à Singapour le 11 janvier 1961, le Voyager et le Quickmatch sont affectés à l’escorte du porte-avions britannique HMS Hermes. Les trois navires étaient censés naviguer vers la baie de Subic pour des exercices conjoints avec la United States Navy, mais ceux-ci ont été annulés alors qu’ils étaient en route. Les Voyager et Quickmatch ont reçu l’ordre de se rendre à Bangkok pour une visite de courtoisie à la fin du mois de janvier, les deux navires effectuant un exercice de vitrine pour les officiers de la Marine royale thaïlandaise. Après avoir rejoint le FESR, le Voyager a été déployé dans l’océan Indien pour l’exercice SEATO Jet 61, qui impliquait 25 navires de plusieurs marines du Commonwealth. Après avoir participé à plusieurs autres exercices, le Voyager retourna en Australie, escortant le porte-avions Melbourne jusqu’à Townsville, dans le Queensland, avant de naviguer vers la baie de Jervis et de rencontrer neuf navires de la RAN, deux sous-marins de la RN et trois petites embarcations militaires pour une entrée cérémonielle dans le port de Sydney le 15 juin. Le 19 juin, le navire a entamé un carénage qui a duré jusqu’au 1er novembre. Une fois celui-ci terminé, le Voyager a participé à un exercice d’entraînement avec d’autres navires de la RAN, la RN et la RNZN, et a fait une visite en Nouvelle-Zélande avant de retourner à Sydney le 8 décembre pour les congés de Noël.
Le Voyager quitte le quai le 11 janvier 1962, avant de rejoindre le porte-avions Melbourne et la frégate Queenborough pour un déploiement à la FESR. Au cours de ce déploiement, le Voyager a participé à plusieurs exercices SEATO, est devenu le premier navire de la RAN à visiter la ville de Tacloban aux Philippines, a effectué plusieurs visites portuaires au Japon et a déposé une couronne dans le golfe de Lingayen en souvenir des personnes tuées par des attaques kamikazes lors de la Seconde Guerre mondiale à bord du croiseur lourd HMAS Australia,. Le Voyager est rentré à Sydney le 21 juin. Le destroyer a subi un carénage jusqu’au début d’octobre, puis il a participé à l’exercice SEATO Seascape plus tard ce mois-là. En novembre il a visité Fremantle pour les Jeux du Commonwealth de 1962, et en décembre il est retourné à Sydney pour maintenance,.

### 1963-1964
Le Voyager a commencé l’année 1963 avec des exercices dans la baie de Jervis, avant de partir pour sa sixième visite à la FESR le 31 janvier, en compagnie de son sister-ship Vampire. Les navires australiens ont participé à l’exercice SEA Serpent de la SEATO fin avril et début mai. Les deux navires de classe Daring retournent à Sydney le 3 août. Le Voyager a ensuite navigué vers Williamstown Naval Dockyard dans le Victoria pour un carénage majeur, qui a duré du 12 août au 31 décembre. Le destroyer retourne à Sydney le 25 janvier 1964, puis se rend à Jervis Bay le 7 février.

## Collision et perte
Le 10 février 1964, le Voyager effectuait des essais au large de la baie de Jervis, sous le commandement du capitaine Duncan Stevens, à la suite du carénage à Williamstown. Le porte-avions HMAS Melbourne, sous le commandement du capitaine John Robertson, subissait également des essais post-carénage au large de la baie de Jervis. Les essais impliquaient des interactions entre les deux navires, et lorsque le Melbourne effectuait des exercices de vol de nuit ce soir-là, le Voyager agissait en tant qu’escorte de garde d’avion du porte-avions. Cela nécessitait que le Voyager maintienne une position de 20° à bâbord du Melbourne, à une distance de 1400 à 1800 m du porte-avions.
En début de soirée, le Voyager n’a eu aucune difficulté à maintenir sa position lors des manœuvres effectuées par les deux navires. Après une série de virages destinés à inverser la marche des deux navires à partir de 20 h 40, le Voyager s’est retrouvé à tribord du Melbourne. À 20 h 52, le Voyager a reçu l’ordre de reprendre le poste de garde de l’avion. La procédure pour y parvenir nécessitait que le Voyager se détourne du Melbourne en un grand cercle, passe derrière la poupe du porte-avions, puis prenne position du côté bâbord du Melbourne. Au lieu de cela, le Voyager s’est d’abord tourné vers tribord, loin du Melbourne, puis s’est tourné vers bâbord sans avertissement. Il a d’abord été supposé par l’équipage de la passerelle du Melbourne que le Voyager effectuait une série de virages serrés pour perdre de la vitesse avant de passer derrière le Melbourne, mais le Voyager n’a pas changé de cap à nouveau.
À 20 h 55, alors que le Voyager tournait toujours vers bâbord, le navigateur du Melbourne ordonna aux machines du porte-avions de faire marche arrière à demi-vitesse, Robertson ordonnant une augmentation à « arrière toute » quelques secondes plus tard. Au même moment, Stevens, retournant sur la passerelle du Voyager depuis la table des cartes voisine, donna l’ordre « Avant toute aux deux moteurs. La barre à tribord toute. », avant de demander au quartier-maître du destroyer d’annoncer qu’une collision était imminente. Les mesures prises par les deux navires étaient trop tardives pour éviter une collision. Le Melbourne a heurté le Voyager à 20 h 56.
Le Melbourne heurta le Voyager juste à l’arrière de sa passerelle, faisant rouler le destroyer sur tribord avant de le couper en deux. La chaudière avant du Voyager a explosé, mettant brièvement le feu à la proue du porte-avions avant que l’incendie ne soit éteint par l’eau de mer. La section avant du destroyer a coulé rapidement, en raison du poids des deux tourelles des canons de 4,5 pouces (110 mm). La section arrière n’a commencé à couler qu’une demi-heure après la collision et n’a été complètement submergée qu’après minuit. Des messages ont été envoyés au quartier général de la flotte à Sydney immédiatement après la collision, bien que le personnel de Sydney ait d’abord sous-estimé l’étendue des dommages causés au Voyager. Le Melbourne a mis à l’eau ses canots presque immédiatement après la collision pour récupérer les survivants, et la salle de garde du porte-avions et le hangar C ont été préparés pour accueillir les victimes. À 21 h 58, le Melbourne a été informé que des bateaux de recherche et de sauvetage du HMAS Creswell, des hélicoptères du HMAS Albatross (Naval Air Station Nowra) et des dragueurs de mines de classe « cinq tonnes » avaient été envoyés pour aider à la recherche.
Sur les 314 membres d’équipage à bord du Voyager au moment de la collision, 14 officiers et 67 marins ont été tués, y compris Stevens et tous les hommes présents sur la passerelle, sauf deux. Un travailleur civil de l’arsenal a également perdu la vie. L’épave du destroyer repose par 600 brasses (1100 m) de fond, à 120° et 20 milles marins (37 km) de Point Perpendicular.

## Enquête
Une commission royale d’enquête sur les causes de la collision a eu lieu en 1964 et a conclu que, bien que le Voyager ait été principalement responsable d’avoir négligé de maintenir une surveillance efficace et de connaître à tout moment l’emplacement du plus grand navire, l’équipage de la passerelle du Melbourne était également responsable de ne pas avoir alerté le Voyager et de ne pas avoir pris de mesures pour éviter la collision. La Commission royale et ses conséquences ont été mal gérées, et à la suite de pressions du public, des médias et des politiciens, combinées aux révélations de l’ancien officier exécutif du Voyager selon lesquelles Stevens était peut-être inapte au commandement, une deuxième commission royale a été ouverte en 1967,. C’est la seule fois dans l’histoire australienne que deux commissions royales ont été tenues pour un seul incident. La deuxième commission a conclu que Stevens était médicalement inapte au commandement et que certaines des conclusions de la première commission royale étaient donc fondées sur des hypothèses erronées.

## Honneurs et monuments commémoratifs

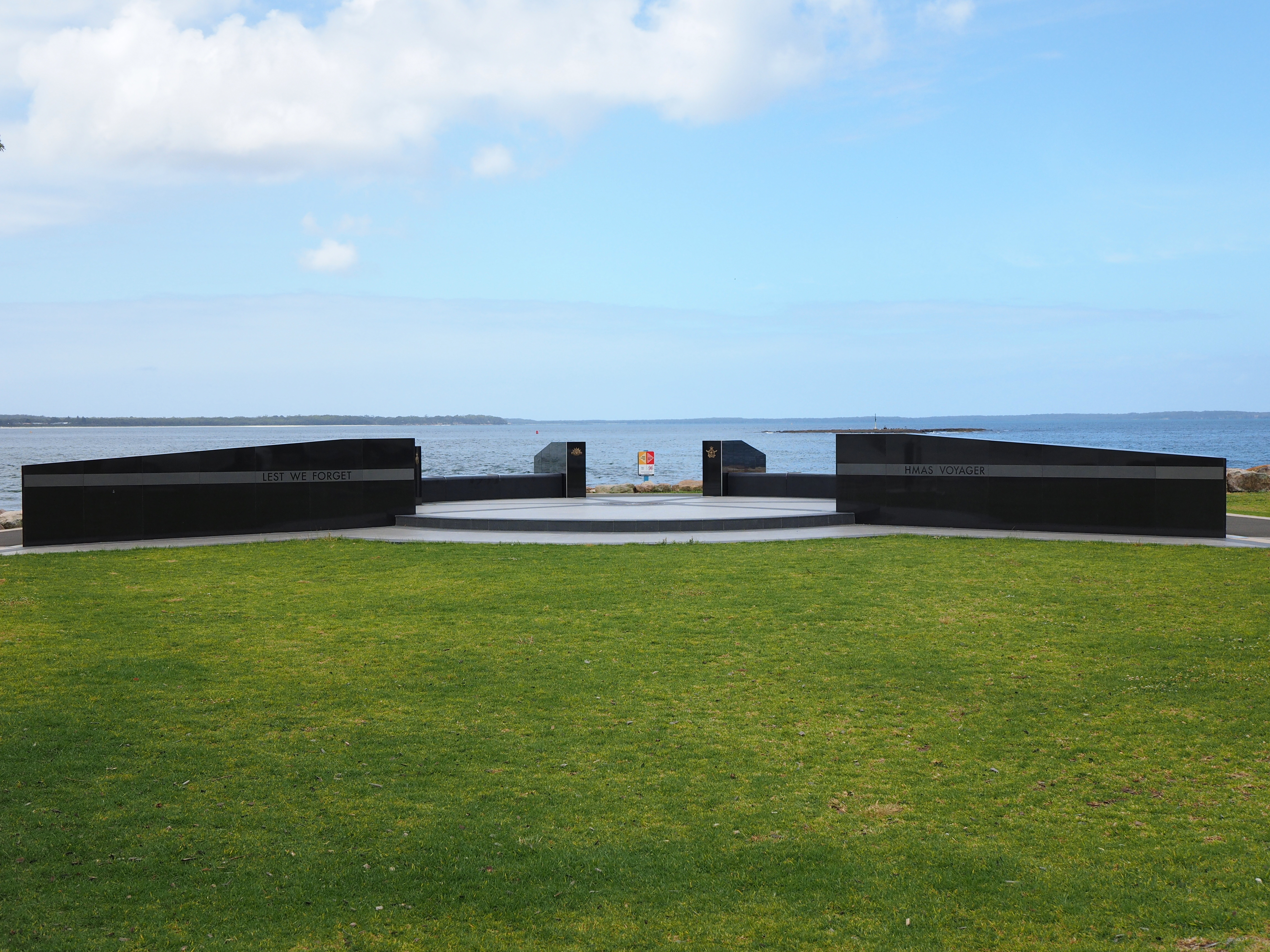
Une partie du Voyager Memorial Park à Huskisson, Nouvelle-Galles du Sud.

Le premier maître Jonathan Rogers a reçu à titre posthume la Croix de George pour ses actions pendant le naufrage. Reconnaissant qu’il était trop gros pour passer à travers la trappe d’évacuation, il organisa l’évacuation de ceux qui pouvaient s’échapper, puis conduisit ceux qui étaient coincés dans le compartiment dans des prières et des hymnes alors qu’ils mouraient. Des médailles Albert posthumes pour sauvetage ont été décernées au midshipman Kerry Marien et au mécanicien électricien William Condon pour leurs actions visant à sauver d’autres membres d’équipage du Voyager au prix de leur propre vie,. Les prix ont été énumérés dans le numéro du 19 mars 1965 de la London Gazette, avec une médaille de George, cinq médailles de l'Empire britannique pour bravoure et trois mentions élogieuses de la Reine pour conduite courageuse décernées à l’équipage du Voyager.
Des parcs commémoratifs ont été créés à Huskisson, en Nouvelle-Galles du Sud, et à East Hills, en Nouvelle-Galles du Sud. Ce dernier parc est devenu une partie de la banlieue de Voyager Point, en Nouvelle-Galles du Sud, qui était à l’origine un domaine à East Hills accueillant les conjoints et les enfants du personnel de la RAN. Des monuments commémoratifs ont également été érigés à l’établissement d’entraînement de la RAN HMAS Cerberus et au Devonport Maritime Museum. Une plaque commémorative est dédiée aux officiers et aux hommes de Tasmanie perdus avec le HMAS Voyager au Tasmanian Seafarers' Memorial à Triabunna sur la côte est de la Tasmanie, à environ 80 kilomètres au nord-est de Hobart.